# Håndbold under sommer-OL 2012
Håndbold under sommer-OL 2012 i London blev afviklet fra 28. juli til 12. august i Copper Box og Basketball Arena i London. Der var en turnering for både mænd og kvinder, hver med tolv deltagere, der blev delt op i to grupper med hver seks hold. Fire hold fra hver gruppe gik videre til slutspillet, dvs. kvartfinalerne, semifinalerne og finalen . Både herrernes og kvindernes turnering blev genvundet af de forsvarende mestre, nemlig hhv. Frankrig og Norge.

## Kvalificerede hold
Følgende hold, foruden værtsnationen, deltog ved OL. Mestrene kvalificerede sig direkte fra den pågældende slutrunde, de øvrige kvalificerede sig via en kvalifikationsturnering i den periode, der står nederst i tabellen: 
| Verdensdel      | Mænd               | Mænd                                                     | Kvinder            | Kvinder                                                        |
| Verdensdel      | Mestre             | Øvrige hold                                              | Mestre             | Øvrige hold                                                    |
| --------------- | ------------------ | -------------------------------------------------------- | ------------------ | -------------------------------------------------------------- |
| Verdensmestre   | Frankrig           | Frankrig                                                 | Norge              | Norge                                                          |
| Europa          | Danmark            | Island · Kroatien · Serbien · Spanien · Sverige · Ungarn | Sverige            | Danmark · Frankrig · Kroatien · Montenegro · Rusland · Spanien |
| Afrika          | Tunesien           | Ingen                                                    | Angola             | Ingen                                                          |
| Asien           | Sydkorea           | Ingen                                                    | Sydkorea           | Ingen                                                          |
| Panamerika      | Argentina          | Ingen                                                    | Brasilien          | Ingen                                                          |
| Kval.-turnering | 6. – 8. april 2012 | 6. – 8. april 2012                                       | 25. – 27. maj 2012 | 25. – 27. maj 2012                                             |

## Dommere
Det internationale håndboldforbund, International Handball Federation, udtog følgende 17 dommerpar til OL: 
- Charlotte Bonaventura og Julie Bonaventura
- Diana-Carmen Florescu og Anamaria Duta
- Carlos Maria Mariana og Dario Leonel Minore
- Yalatima Coulibali og Mamoudou Diabate
- Matija Gubica og Boris Milosevic
- Vaclv Horacek og Jiri Novotny
- Per Olesen og Lars Ejby Pedersen
- Oscar Raluy og Angel Sabroso
- Nordine Lazaar og Laurent Reveret
- Brian Bartlett og Allan Stokes
- Lars Geipel og Marcus Helbig
- Gjorgy Nachevski og Slave Nikolov
- Kenneth Abrahamsen og Arne M. Kristiansen
- Mansour Abdulla Al-Suwaidi og Saleh Jamaan Bamurtef
- Nenad Krstic og Peter Ljubic
- Nehnad Nikolic og Dusan Stojkovic
- Omar Mohammed Zubaeer Al-Marzouqi og Mohammed Rashid Mohamed Al-Nuaimi

## Slutrunde
Der blev trukket lod til den olympiske håndboldturnering 30. maj 2012. 

### Mænd

#### Gruppe A
| Gruppe A | Gruppe A       | Gruppe A       | Gruppe A |
| Dato     | Hold 1         | Hold 2         | Resultat |
| -------- | -------------- | -------------- | -------- |
| 29.7     | Island         | Argentina      | 31-25    |
| 29.7     | Sverige        | Tunesien       | 28-21    |
| 29.7     | Frankrig       | Storbritannien | 44-15    |
| 31.7     | Tunesien       | Island         | 22-32    |
| 31.7     | Storbritannien | Sverige        | 19-41    |
| 31.7     | Argentina      | Frankrig       | 20-32    |
| 2.8      | Frankrig       | Tunesien       | 25-19    |
| 2.8      | Storbritannien | Argentina      | 21-32    |
| 2.8      | Sverige        | Island         | 32-33    |
| 4.8      | Tunesien       | Storbritannien | 34-17    |
| 4.8      | Sverige        | Argentina      | 29-13    |
| 4.8      | Island         | Frankrig       | 30-29    |
| 6.8      | Argentina      | Tunesien       | 23-25    |
| 6.8      | Island         | Storbritannien | 41-24    |
| 6.8      | Frankrig       | Sverige        | 29-26    |
| Kilde    |                |                |          |

| Gruppe A         | Gruppe A | Gruppe A | Gruppe A |
| Hold             | Kampe    | Mål      | Point    |
| ---------------- | -------- | -------- | -------- |
| Island ·         | 5        | 167-132  | 10       |
| Frankrig ·       | 5        | 159-110  | 8        |
| Sverige ·        | 5        | 156-115  | 6        |
| Tunesien ·       | 5        | 121-125  | 4        |
| Argentina ·      | 5        | 113-138  | 2        |
| Storbritannien · | 5        | 96-192   | 0        |
| Kilde            |          |          |          |

#### Gruppe B
| Gruppe B | Gruppe B | Gruppe B | Gruppe B |
| Dato     | Hold 1   | Hold 2   | Resultat |
| -------- | -------- | -------- | -------- |
| 29.7     | Kroatien | Sydkorea | 31-21    |
| 29.7     | Spanien  | Serbien  | 26-21    |
| 29.7     | Ungarn   | Danmark  | 25-27    |
| 31.7     | Sydkorea | Ungarn   | 19-22    |
| 31.7     | Serbien  | Kroatien | 23-31    |
| 31.7     | Danmark  | Spanien  | 24-23    |
| 2.8      | Spanien  | Sydkorea | 33-29    |
| 2.8      | Kroatien | Ungarn   | 26-19    |
| 2.8      | Serbien  | Danmark  | 25-26    |
| 4.8      | Sydkorea | Serbien  | 22-28    |
| 4.8      | Kroatien | Danmark  | 32-21    |
| 4.8      | Ungarn   | Spanien  | 22-33    |
| 6.8      | Ungarn   | Serbien  | 26-23    |
| 6.8      | Danmark  | Sydkorea | 26-24    |
| 6.8      | Spanien  | Kroatien | 25-30    |
| Kilde    |          |          |          |

| Gruppe B   | Gruppe B | Gruppe B | Gruppe B |
| Hold       | Kampe    | Mål      | Point    |
| ---------- | -------- | -------- | -------- |
| Kroatien · | 5        | 150-109  | 10       |
| Danmark ·  | 5        | 124-129  | 8        |
| Spanien ·  | 5        | 140-126  | 6        |
| Ungarn ·   | 5        | 114-128  | 4        |
| Serbien ·  | 5        | 120-131  | 2        |
| Sydkorea · | 5        | 115-140  | 0        |
| Kilde      |          |          |          |

#### Slutspil
| Kvartfinaler         | Kvartfinaler | Kvartfinaler | Kvartfinaler |
| Dato                 | Hold 1       | Hold 2       | Resultat     |
| -------------------- | ------------ | ------------ | ------------ |
| 8.8                  | Island       | Ungarn       | 33-34        |
| 8.8                  | Danmark      | Sverige      | 22-24        |
| 8.8                  | Kroatien     | Tunesien     | 25-23        |
| 8.8                  | Frankrig     | Spanien      | 23-22        |
| Semifinaler          |              |              |              |
| 10.8                 | Ungarn       | Sverige      | 26-27        |
| 10.8                 | Frankrig     | Kroatien     | 25-22        |
| Bronzekamp og finale |              |              |              |
| 12.8                 | Ungarn       | Kroatien     | 26-33        |
| 12.8                 | Sverige      | Frankrig     | 21-22        |
| Kilde                |              |              |              |

### Kvinder

#### Gruppe A
| Gruppe A | Gruppe A       | Gruppe A       | Gruppe A |
| Dato     | Hold 1         | Hold 2         | Resultat |
| -------- | -------------- | -------------- | -------- |
| 28.7     | Rusland        | Angola         | 30-27    |
| 28.7     | Kroatien       | Brasilien      | 23-24    |
| 28.7     | Montenegro     | Storbritannien | 31-19    |
| 30.7     | Angola         | Kroatien       | 23-28    |
| 30.7     | Storbritannien | Rusland        | 16-37    |
| 30.7     | Brasilien      | Montenegro     | 27-25    |
| 1.8      | Montenegro     | Angola         | 30-25    |
| 1.8      | Storbritannien | Brasilien      | 17-30    |
| 1.8      | Rusland        | Kroatien       | 28-30    |
| 3.8      | Angola         | Storbritannien | 31-25    |
| 3.8      | Kroatien       | Montenegro     | 27-26    |
| 3.8      | Rusland        | Brasilien      | 31-27    |
| 5.8      | Brasilien      | Angola         | 29-26    |
| 5.8      | Montenegro     | Rusland        | 25-25    |
| 5.8      | Kroatien       | Storbritannien | 37-14    |
| Kilde    |                |                |          |

| Gruppe A         | Gruppe A | Gruppe A | Gruppe A |
| Hold             | Kampe    | Mål      | Point    |
| ---------------- | -------- | -------- | -------- |
| Brasilien ·      | 5        | 137-122  | 8        |
| Kroatien ·       | 5        | 145-115  | 8        |
| Rusland ·        | 5        | 151-125  | 7        |
| Montenegro ·     | 5        | 137-123  | 5        |
| Angola ·         | 5        | 132-142  | 2        |
| Storbritannien · | 5        | 91-166   | 0        |
| Kilde            |          |          |          |

#### Gruppe B
| 28.7  | Spanien  | Sydkorea | 27-31 |
| 28.7  | Danmark  | Sverige  | 21-18 |
| 28.7  | Norge    | Frankrig | 23-24 |
| 30.7  | Sydkorea | Danmark  | 25-24 |
| 30.7  | Frankrig | Spanien  | 18-18 |
| 30.7  | Sverige  | Norge    | 21-24 |
| 1.8   | Norge    | Sydkorea | 27-27 |
| 1.8   | Frankrig | Sverige  | 29-17 |
| 1.8   | Spanien  | Danmark  | 24-21 |
| 3.8   | Sydkorea | Frankrig | 21-24 |
| 3.8   | Spanien  | Sverige  | 25-24 |
| 3.8   | Danmark  | Norge    | 23-24 |
| 5.8   | Sverige  | Sydkorea | 28-32 |
| 5.8   | Norge    | Spanien  | 20-25 |
| 5.8   | Danmark  | Frankrig | 24-30 |
| Kilde |          |          |       |

| Gruppe B   | Gruppe B | Gruppe B | Gruppe B |
| Hold       | Kampe    | Mål      | Point    |
| ---------- | -------- | -------- | -------- |
| Frankrig · | 5        | 125-103  | 9        |
| Sydkorea · | 5        | 136-130  | 7        |
| Spanien ·  | 5        | 119-114  | 7        |
| Norge ·    | 5        | 118-120  | 5        |
| Danmark ·  | 5        | 113-121  | 2        |
| Sverige ·  | 5        | 108-131  | 0        |
| Kilde      |          |          |          |

#### Slutspil
| Kvartfinaler         | Kvartfinaler | Kvartfinaler | Kvartfinaler |
| Dato                 | Hold 1       | Hold 2       | Resultat     |
| -------------------- | ------------ | ------------ | ------------ |
| 7.8                  | Brasilien    | Norge        | 19-21        |
| 7.8                  | Spanien      | Kroatien     | 25-22        |
| 7.8                  | Rusland      | Sydkorea     | 23-24        |
| 7.8                  | Frankrig     | Montenegro   | 22-23        |
| Semifinaler          |              |              |              |
| 9.8                  | Norge        | Sydkorea     | 31-25        |
| 9.8                  | Spanien      | Montenegro   | 26-27        |
| Bronzekamp og finale |              |              |              |
| 11.8                 | Sydkorea     | Spanien      | 29-31        |
| 11.8                 | Norge        | Montenegro   | 26-23        |
| Kilde                |              |              |              |

## Kvalifikation
Foruden værtsnationen kvalificerede de op til OL seneste kontinentale mestre og verdensmestre sig til OL sammen med seks hold fra en OL-kvalifikation. I denne kvalifikation deltog tolv hold, der blev fordelt i tre puljer med fire hold i hver, hvor nr. 2-4 fra det seneste VM blev tilbudt værtsskab for hver sin kvalifikationsgruppe. I hver pulje deltog fire hold, der alle mødte hinanden én gang. Kampene blev spillet fredag, lørdag og søndag i samme weekend, hvorefter to hold i hver pulje kvalificerede sig til OL. 

### Mænd
OL-kvalifikationen fandt sted 6. – 8. april 2012 i Spanien, Sverige og Kroatien.
| Gruppe 1                                            | Gruppe 2       | Gruppe 3        |
| --------------------------------------------------- | -------------- | --------------- |
| Spanien (vært)                                      | Sverige (vært) | Kroatien (vært) |
| Polen                                               | Ungarn         | Island          |
| Serbien                                             | Brasilien      | Japan           |
| Algeriet                                            | Nordmakedonien | Chile           |
| Kilde Arkiveret 2. februar 2012 hos Wayback Machine |                |                 |

#### Gruppe 1
Kampene i gruppe 1 blev spillet i Alicante, Spanien.
| Gruppe 1 | Gruppe 1 | Gruppe 1 | Gruppe 1 |
| Dato     | Hold 1   | Hold 2   | Resultat |
| -------- | -------- | -------- | -------- |
| 6.4      | Polen    | Algeriet | 28-27    |
| 6.4      | Spanien  | Serbien  | 30-27    |
| 7.4      | Serbien  | Polen    | 25-25    |
| 7.4      | Algeriet | Spanien  | 20-28    |
| 8.4      | Serbien  | Algeriet | 26-18    |
| 8.4      | Spanien  | Polen    | 33-22    |
| Kilde    |          |          |          |

| Gruppe 1 | Gruppe 1 | Gruppe 1 | Gruppe 1 |
| Hold     | Kampe    | Mål      | Point    |
| -------- | -------- | -------- | -------- |
| Spanien  | 3        | 91-69    | 6        |
| Serbien  | 3        | 78-73    | 3        |
| Polen    | 3        | 75-85    | 3        |
| Algeriet | 3        | 65-82    | 0        |
| Kilde    |          |          |          |

#### Gruppe 2
Kampene i gruppe 2 blev spillet i Göteborg, Sverige.
| Gruppe 2 | Gruppe 2       | Gruppe 2       | Gruppe 2 |
| Dato     | Hold 1         | Hold 2         | Resultat |
| -------- | -------------- | -------------- | -------- |
| 6.4      | Ungarn         | Nordmakedonien | 28-26    |
| 6.4      | Sverige        | Brasilien      | 25-20    |
| 7.4      | Brasilien      | Ungarn         | 27-29    |
| 7.4      | Nordmakedonien | Sverige        | 23-27    |
| 8.4      | Brasilien      | Nordmakedonien | 28-27    |
| 8.4      | Sverige        | Ungarn         | 26-23    |
| Kilde    |                |                |          |

| Gruppe 2       | Gruppe 2 | Gruppe 2 | Gruppe 2 |
| Hold           | Kampe    | Mål      | Point    |
| -------------- | -------- | -------- | -------- |
| Sverige        | 3        | 78-66    | 6        |
| Ungarn         | 3        | 80-79    | 4        |
| Brasilien      | 3        | 75-81    | 2        |
| Nordmakedonien | 3        | 76-83    | 0        |
| Kilde          |          |          |          |

#### Gruppe 3
Kampene i gruppe 3 blev spillet i Varazdin, Kroatien.
| Gruppe 3 | Gruppe 3 | Gruppe 3 | Gruppe 3 |
| Dato     | Hold 1   | Hold 2   | Resultat |
| -------- | -------- | -------- | -------- |
| 6.4      | Kroatien | Japan    | 36-22    |
| 6.4      | Island   | Chile    | 25-17    |
| 7.4      | Chile    | Kroatien | 15-35    |
| 7.4      | Japan    | Island   | 30-41    |
| 8.4      | Japan    | Chile    | 33-26    |
| 8.4      | Kroatien | Island   | 31-28    |
| Kilde    |          |          |          |

| Gruppe 3 | Gruppe 3 | Gruppe 3 | Gruppe 3 |
| Hold     | Kampe    | Mål      | Point    |
| -------- | -------- | -------- | -------- |
| Kroatien | 3        | 102-65   | 6        |
| Island   | 3        | 94-78    | 4        |
| Japan    | 3        | 85-103   | 2        |
| Chile    | 3        | 58-93    | 0        |
| Kilde    |          |          |          |

### Kvinder
OL-kvalifikationen fandt sted 25. – 27. maj 2012 i Frankrig, Spanien og Danmark. 
| Gruppe 1        | Gruppe 2       | Gruppe 3              |
| --------------- | -------------- | --------------------- |
| Frankrig (vært) | Spanien (vært) | Danmark (vært)        |
| Montenegro      | Kroatien       | Rusland               |
| Rumænien        | Argentina      | Tunesien              |
| Japan           | Holland        | Dominikanske Republik |
| Kilde           |                |                       |

#### Gruppe 1
Kampene i gruppe 1 blev spillet i Lyon, Frankrig.
| Gruppe 1 | Gruppe 1   | Gruppe 1   | Gruppe 1 |
| Dato     | Hold 1     | Hold 2     | Resultat |
| -------- | ---------- | ---------- | -------- |
| 25.5     | Montenegro | Japan      | 30-24    |
| 25.5     | Frankrig   | Rumænien   | 24-19    |
| 26.5     | Rumænien   | Montenegro | 23-34    |
| 26.5     | Japan      | Frankrig   | 17-30    |
| 27.5     | Rumænien   | Japan      | 28-26    |
| 27.5     | Frankrig   | Montenegro | 20-22    |
| Kilde    |            |            |          |

| Gruppe 1   | Gruppe 1 | Gruppe 1 | Gruppe 1 |
| Hold       | Kampe    | Mål      | Point    |
| ---------- | -------- | -------- | -------- |
| Montenegro | 3        | 86-67    | 6        |
| Frankrig   | 3        | 74-58    | 4        |
| Rumænien   | 3        | 70-84    | 2        |
| Japan      | 3        | 67-88    | 0        |
| Kilde      |          |          |          |

#### Gruppe 2
Kampene i gruppe 2 blev spillet i Guadalajara, Spanien.
| Gruppe 2 | Gruppe 2  | Gruppe 2  | Gruppe 2 |
| Dato     | Hold 1    | Hold 2    | Resultat |
| -------- | --------- | --------- | -------- |
| 25.5     | Kroatien  | Holland   | 28-29    |
| 25.5     | Spanien   | Argentina | 31-15    |
| 26.5     | Argentina | Kroatien  | 21-31    |
| 26.5     | Holland   | Spanien   | 24-28    |
| 27.5     | Argentina | Holland   | 21-30    |
| 27.5     | Spanien   | Kroatien  | 22-23    |
| Kilde    |           |           |          |

| Gruppe 2  | Gruppe 2 | Gruppe 2 | Gruppe 2 |
| Hold      | Kampe    | Mål      | Point    |
| --------- | -------- | -------- | -------- |
| Spanien   | 3        | 81-62    | 4        |
| Kroatien  | 3        | 82-72    | 4        |
| Holland   | 3        | 83-77    | 4        |
| Argentina | 3        | 57-92    | 0        |
| Kilde     |          |          |          |

#### Gruppe 3
Kampene i gruppe 3 blev spillet i Aalborg, Danmark.
| Gruppe 2 | Gruppe 2              | Gruppe 2              | Gruppe 2 |
| Dato     | Hold 1                | Hold 2                | Resultat |
| -------- | --------------------- | --------------------- | -------- |
| 25.5     | Rusland               | Dominikanske Republik | 41-17    |
| 25.5     | Danmark               | Tunesien              | 28-24    |
| 26.5     | Tunesien              | Rusland               | 20-38    |
| 26.5     | Dominikanske Republik | Danmark               | 21-38    |
| 27.5     | Tunesien              | Dominikanske Republik | 29-20    |
| 27.5     | Danmark               | Rusland               | 20-27    |
| Kilde    |                       |                       |          |

| Gruppe 3              | Gruppe 3 | Gruppe 3 | Gruppe 3 |
| Hold                  | Kampe    | Mål      | Point    |
| --------------------- | -------- | -------- | -------- |
| Rusland               | 3        | 101-57   | 6        |
| Danmark               | 3        | 86-72    | 4        |
| Tunesien              | 3        | 73-81    | 2        |
| Dominikanske Republik | 3        | 58-108   | 0        |
| Kilde                 |          |          |          |